# Ганс, Эдуард
Эдуард Ганс (1797—1839) — немецкий юрист, представитель так называемого философского направления в юриспруденции.

## Биография
Родился в 1797 году (по другим данным в 1798) в Берлине, в еврейской семье банкира Абрахама Исаака Ганса и его жены Циппоры Маркус. Отец его был одним из финансовых советников государственного канцлера Карла Августа фон Гарденберга. Его племянником был химик и промышленник Лео Ганс.
Учился в Берлинском (1816), Гёттингенском (1817) и Гейдельбергском (1818—1819) университетах, под непосредственным влиянием известного германиста Тибо. Решительное воздействие Тибо, а также Гегеля, сказалось на первых же порах самостоятельной научной деятельности Эдуарда Ганса.
Уже в 1819 году Ганс основал вместе с единомышленниками «Общество культуры и науки евреев», которое возглавлял в 1821—1824 годах.
В 1820 году, став приват-доцентом юридического факультета Берлинского университета, он выступил с решительной оппозицией против господствовавшей в то время «исторической» школы юриспруденции, главным представителем которой был Савиньи. Она вызывалась несомненной односторонностью «исторического» направления, которое, вдавшись в исследование фактических подробностей в области истории права и пренебрегая вопросами общими, не могло удовлетворить естественной потребности в построении отвлеченных начал и историко-философских обобщений.
Эдуард Ганс был главным представителем гегелианизма в науке права. В своем капитальном труде по истории наследственного права «Das Erbrecht in weltgeschichtlicher Entwickelung» (1824—1835) он рассматривал право отдельных народов в их взаимной связи как последовательное выражение правового гения человечества и при изложении права отдельных народов стремится выяснить руководящие начала и общие черты, свойственные праву каждого народа, и их логическое развитие в этом праве. В этом сочинении была глава ο принципах библейско-талмудического наследственного права, исследование, которое еще в 1822 году было напечатано Гансом в виде статьи в журнале «Zeitschrift für die Wiss. des Judenthums», который издавался «Обществом культуры и науки евреев».
Особенную популярность Эдуард Ганс снискал себе своими публичными лекциями, преимущественно по истории новейшего времени; они привлекали многочисленную публику из всех классов общества, но вскоре были запрещены правительством. Возражения Савиньи против учения Ганса вызвали написание сочинения «Ueber die Grundlage des Besitzes» (Берлин, 1839), где Ганс в резких чертах выставил на вид несостоятельность критической манеры Савиньи и его взгляду на собственность как на факт противопоставил философский принцип собственности как права.
Он был одним из основателей журнала «Jahrbücher für wissenschaftliche Kritik».
В 1825 году Эдуард Ганс принял крещение, хотя в «Обществе культуры и науки евреев», которое он до этого возглавлял, имело одной из своих целей борьбу против перехода евреев в христианство. Генрих Гейне, входивший в это общество писал:

Отступничество Ганса было тем противнее, что он играл роль агитатора и принял на себя некоторые предводительские обязанности. Принято за правило, что капитан всегда последний покидает подвергшийся крушению корабль; Ганс спасся первым».

После принятия лютеранства карьера Ганса быстро определилась: уже в том же году он был назначен экстраординарным, а через три года — ординарным профессором Берлинского университета.